# Ivittuut
Ivittuut (Ivigtût avant 1973, Ivigtut en danois) est un village et une ancienne municipalité du Groenland située dans le sud de l'île. Elle est située sur la côte de la mer du Labrador.

## Historique
Depuis le 1er janvier 2009, cette municipalité n'existe plus en tant que telle : elle a fusionné avec celles d'Ammassalik, Ittoqqortoormiit, Nuuk et Paamiut, pour former la municipalité de Sermersooq.
C'était une des municipalités les plus petites du Groenland, si petite qu'elle n'était recouverte en aucun point par l'inlandsis du Groenland. Ivittuut se trouve à proximité du fjord d'Arsuk.
Le village a été fondé en 1806 en tant que ville minière. La municipalité a été créée en 1951. L'exploitation minière a cessé en 1987. Depuis, la ville n'a cessé de se dépeupler, jusqu'à perdre l'intégralité de ses habitants. Seule la base militaire de Kangilinnguit (Grønnedal) lui a permis de conserver un certain nombre d'habitants (130 habitants), jusqu'à la fermeture progressive de celle-ci en 2012.

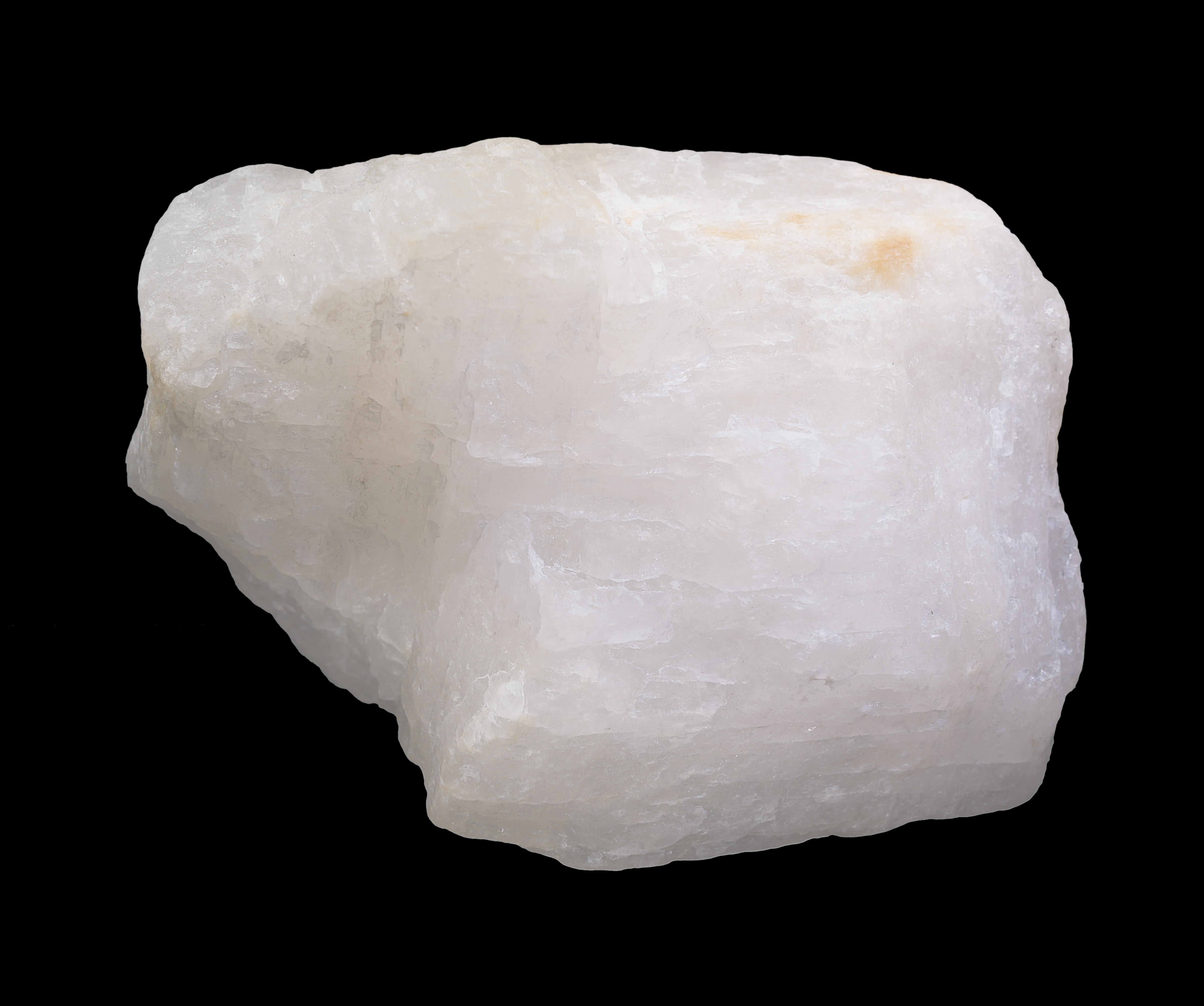
Cryolite d'Ivittuut.
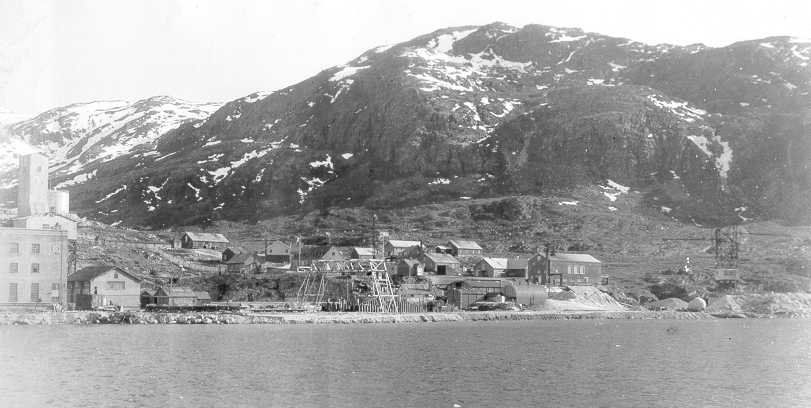
La mine de cryolite d'Ivittuut en 1940.

## Jumelage
- Ammassalik (Groenland) depuis 1987